# 什利亞霍韋 (巴什坦卡區)
47°23′5″N 32°19′22″E / 47.38472°N 32.32278°E
什利亞霍韋（烏克蘭語：Шляхове），是烏克蘭的村落，位於該國南部尼古拉耶夫州，由巴什坦卡區負責管轄，始建於1872年，面積0.21平方公里，海拔高度35米，2001年人口83，人口密度每平方公里395.2人。